# Zaza Fournier
 (juin 2021).
La mise en forme du texte ne suit pas les recommandations de Wikipédia : il faut le « wikifier ».
Les points d'amélioration suivants sont les cas les plus fréquents. Le détail des points à revoir est peut-être précisé sur la page de discussion.
- Les titres sont pré-formatés par le logiciel. Ils ne sont ni en capitales, ni en gras.
- Le texte ne doit pas être écrit en capitales (les noms de famille non plus), ni en gras, ni en italique, ni en « petit »…
- Le gras n'est utilisé que pour surligner le titre de l'article dans l'introduction, une seule fois.
- L'italique est rarement utilisé : mots en langue étrangère, titres d'œuvres, noms de bateaux, etc.
- Les citations ne sont pas en italique mais en corps de texte normal. Elles sont entourées par des guillemets français : « et ».
- Les listes à puces sont à éviter, des paragraphes rédigés étant largement préférés. Les tableaux sont à réserver à la présentation de données structurées (résultats, etc.).
- Les appels de note de bas de page (petits chiffres en exposant, introduits par l'outil «  Source ») sont à placer entre la fin de phrase et le point final[comme ça].
- Les liens internes (vers d'autres articles de Wikipédia) sont à choisir avec parcimonie. Créez des liens vers des articles approfondissant le sujet. Les termes génériques sans rapport avec le sujet sont à éviter, ainsi que les répétitions de liens vers un même terme.
- Les liens externes sont à placer uniquement dans une section « Liens externes », à la fin de l'article. Ces liens sont à choisir avec parcimonie suivant les règles définies. Si un lien sert de source à l'article, son insertion dans le texte est à faire par les notes de bas de page.
- La présentation des références doit suivre les conventions bibliographiques. Il est recommandé d'utiliser les modèles {{Ouvrage}}, {{Chapitre}}, {{Article}}, {{Lien web}} et/ou {{Bibliographie}}. Le mode d'édition visuel peut mettre en forme automatiquement les références.
- Insérer une infobox (cadre d'informations à droite) n'est pas obligatoire pour parachever la mise en page.

Pour une aide détaillée, merci de consulter Aide:Wikification.
Si vous pensez que ces points ont été résolus, vous pouvez retirer ce bandeau et améliorer la mise en forme d'un autre article.
 (août 2016).
Si vous disposez d'ouvrages ou d'articles de référence ou si vous connaissez des sites web de qualité traitant du thème abordé ici, merci de compléter l'article en donnant les références utiles à sa vérifiabilité et en les liant à la section « Notes et références ».
Pour les articles homonymes, voir Fournier.
Zaza Fournier est une chanteuse de pop française, née le 11 novembre 1984 à Paris.

## Biographie
Née à Paris, Camille Fournier grandit dans l’Oise. Elle étudie le théâtre et le violon, avant de s’essayer à l’accordéon à l’âge de 19 ans. En 2002, elle étudie au cours Florent et, en parallèle, entame des études d’arts du spectacle. En 2005, elle suit une formation de comédienne au conservatoire du 16e arrondissement de Paris.
Sa carrière de chanteuse commence par hasard : sommée par son professeur de théâtre d’improviser sur le thème « Qu’est-ce qu’un homme, qu’est-ce qu’une femme ? », elle lui chante une chanson qu’elle vient de coécrire pour le plaisir avec sa tante : La vie à deux. 
Ses complices en musique, Jack Lahana (réalisateur notamment pour Brigitte Fontaine) et le multi-instrumentiste Rob (claviériste du groupe Phoenix et auteur de musiques de film) en font alors le single de Zaza Fournier. Jack Lahana et Rob ont poursuivi l’expérience (réalisation et arrangements), s’appuyant sur les guitares de Nico Bogue et la batterie de Raphaël Seguinier.

## Influences
Zaza a été accompagnée par les chansons de Roy Orbison et Christophe (époque Aline et Les Paradis perdus) chez qui elle puise son inspiration pour une prose d'adolescente culottée et une dose de vague-à-l’âme liée à l'éphémérité des sentiments. 
Ces influences nostalgiques cohabitent toutefois avec l'optimisme résolu de ses compositions.

## Discographie

### Singles
- 2008 : La Vie à deux
- 2011 : Vodka fraise